# (2451) Dollfus
(2451) Dollfus es un asteroide perteneciente al cinturón de asteroides, descubierto el 2 de septiembre de 1980 por Edward Bowell desde la Estación Anderson Mesa  (condado de Coconino, cerca de Flagstaff, Arizona, Estados Unidos).

## Designación y nombre
Designado provisionalmente como 1980 RQ. Fue nombrado Dollfus en honor al astrónomo francés Audouin Dollfus.